# Антикомунізм

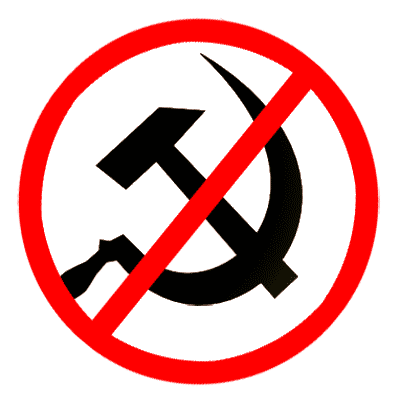
Один з логотипів антикомуністів

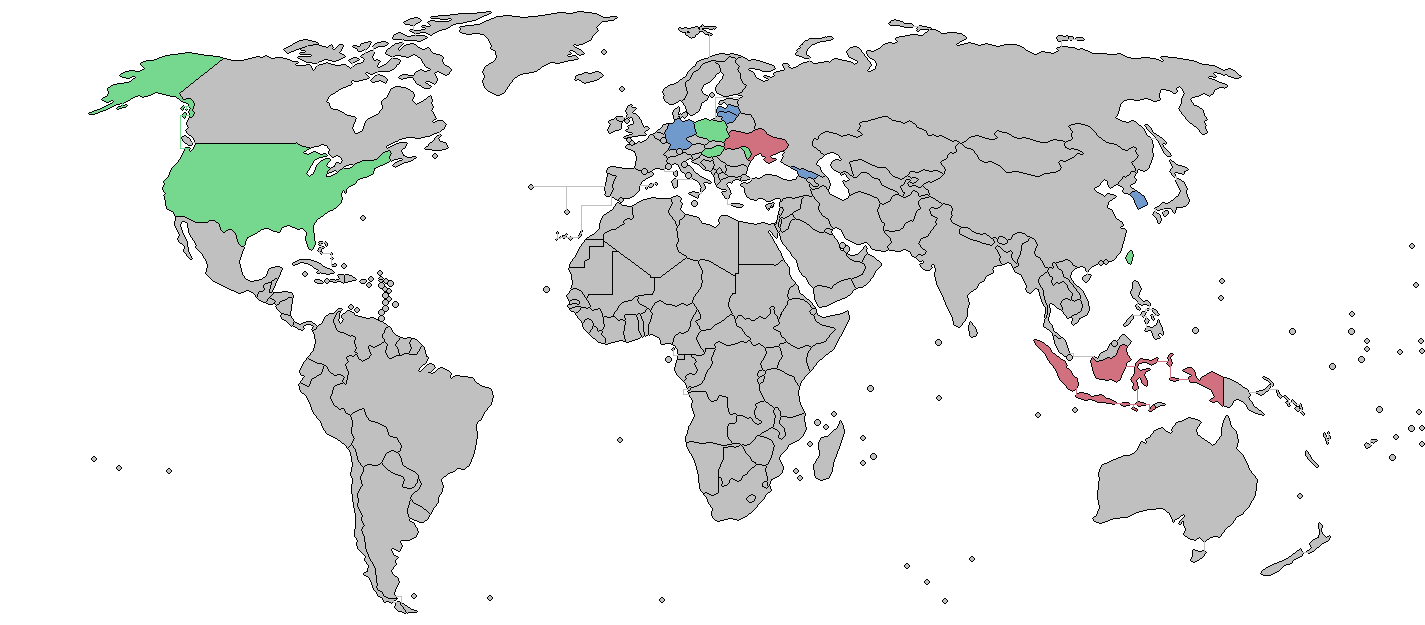
Держави, де заборонена комуністична символіка
Держави, де комуністична символіка заборонялася раніше
Держави, де заборонені деякі комуністичні символи, але загалом комуністична символіка дозволена

Антикомунізм — сукупність ідей, ідеологій та політичних доктрин, спрямованих проти комуністичної ідеології та політичної практики, відповідних політичних течій і методів правління. Хоча термін комунізм має давню історію, сучасний антикомунізм спрямований передусім проти політики послідовників марксизму-ленінізму. На VII з'їзді РСДРП(б) у 1918 році партію було перейменовано на Російську комуністичну партію (більшовиків) для протиставлення своїх послідовників меншовикам. Тому й термін антикомунізм використовується[ким?] для позначення опозиції не стільки ідеї гіпотетичного безкласового суспільства, скільки політичній теорії та практиці комуністичних партій, які, у свою чергу, засновані на марксизмі-ленінізмі.

## Історія

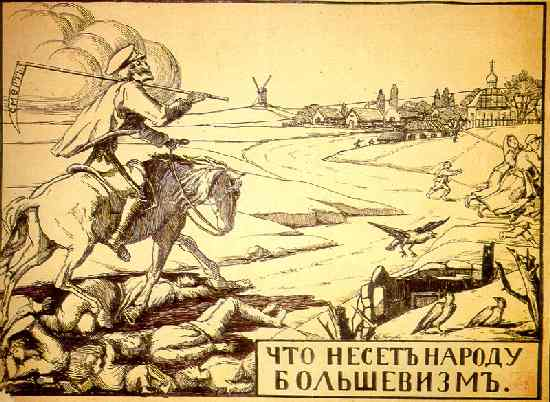
«Що несе народу більшовизм». Білогвардійський плакат

Антикомунізм був центральним, системотворчим елементом ідеології і практики російського Білого руху.
Починаючи з енцикліки Папи римського Бенедикта XV у 1920 році Bonum Sana та низки наступних офіційних документів, що видавались головами Святого престолу, комунізм засуджувався Папами за атеїзм, прагнення до руйнування соціального порядку у суспільстві і підрив засад християнської цивілізації.
Антикомунізм також був офіційною ідеологією «Західного блоку» у епоху холодної війни. У цей період комуністична ідеологія асоціювалась, перед усім, з однією з наддержав — СРСР (хоча далеко не всі марксисти і комуністи світу підтримували сучасну їм ідеологію Радянського Союзу), а антикомунізм, відповідно, з антирадянством.
Всередині західного блоку часів холодної війни жорсткий антикомунізм протистояв, у свою чергу, силам, що вважали за можливе мирне співіснування з соціалістичними державами і конвергенцію систем. Крупними ідеологами антикомунізму у 1980-ті роки були Рональд Рейган і Маргарет Тетчер.
Серед напрямків, що дотримуються антикомуністичної ідеології, були фашизм і націонал-соціалізм, націоналізм різних країн та напрямків (китайський Гоміньдан часів Чан Кайші, режим Франсіско Франко), деякі течії анархізму (наприклад, анархо-капіталізм; більшість анархістів позитивно ставляться до комуністичних ідей, але негативно — до історичних комуністичних режимів), традиційний авторитарний консерватизм та монархізм, лібералізм, ідеологія багатьох релігій (у тому числі Католицької церкви, а також ісламський фундаменталізм). Іноді ці течії поєднувались (наприклад, у риториці Рейгана поєднувалась ліберальна ідеологія з християнсько-консервативною).
Програма КПРС стверджувала, що основним змістом антикомунізму є «…наклеп на соціалістичний стрій, фальсифікація політичної мети комуністичних партій, вчення марксизму-ленінізму» (1961).
Після краху комуністичних режимів у СРСР і Східній Європі у 1989—1991 роках та дрейфу більшості комуністичних партій Європи у бік соціал-демократії антикомунізм як політична доктрина значною мірою, хоч і не цілковито, втратив актуальність.

## Приклади антикомуністичних виступів

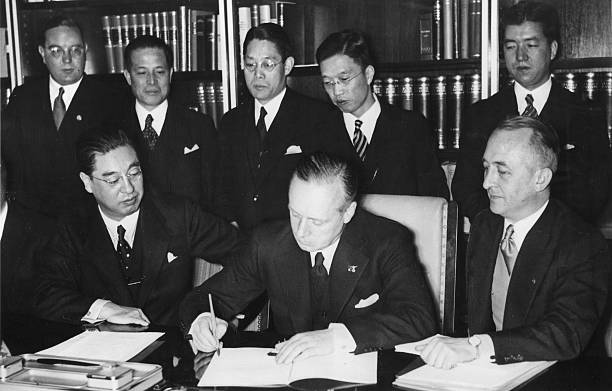
Підписання «Антикомінтернівського пакту» представниками гітлерівської Німеччини та Японії. 25 листопада 1936 р.

- У промові, яку було зроблено у Нюрнберзі 10 вересня 1936 року на 8-му з'їзді націонал-соціалістичної партії, Йозеф Геббельс заявив:[7]

Те, що називається більшовизмом, не має нічого спільного з тим, що ми розуміємо під «ідеями» та «світоглядом» в цілому. Це ніщо інше, як патологічний і злочинний вид безглуздя, розроблений євреями, що можна легко довести, і провадиться тими самими євреями, які прагнуть знищення цивілізованих народів Європи та встановити міжнародний єврейський світовий режим, що підкорить всі народи своїй владі.

й там само:

У одній галузі більшовизм показав свою майстерність з особливим успіхом — у негативній пропаганді. За допомогою брехні та лицемірства він захоплює плацдарм серед народів. Він намагається представити викривлену картину характеру і внутрішньої форми цього політичного божевілля. Ленін, батько більшовицької революції, відкрито визнав, що брехня не лише виправдана, але й, як виявилось, є найефективнішим знаряддям у більшовицькій боротьбі. Шопенгауер якось сказав, що євреї — майстри брехні, і тому не дивно, що більшовизм і єврейство у цьому відношенні перебувають у близьких родинних зв'язках. Єврейський більшовизм — неперевершений спеціаліст у тому, що стосується поводження з брехнею. Чесні та порядні люди бувають настільки вражені цим методом, що виявляються неспроможними здійснити внутрішній спротив. Саме цього і прагнули єврейські більшовики. Вони користуються тим, що середній, порядний громадянин не в змозі повірити в те, що можна брехати з такою наглою і безсовісною безтурботністю, з якою брешуть вони.

- 18 липня 2008 року було опубліковано підписаний Президентом США Джорджем Бушем «Заклик», що спонукав американський народ підтвердити свою прихильність до просування демократії і захисту свободи у всьому світі; Заклик, зокрема, наголошував:[8]

У ХХ столітті зло радянського комунізму і нацистського фашизму було розгромлено і свободу розповсюджено всім світом у ході появи нових демократій.

26 липня 2008 року російське міністерство закордонних справ у зв'язку з цією фразою «Заклику» заявило:

Постановка знаку рівності між німецьким нацизмом і радянським комунізмом у заяві Президента США Джорджа Буша образлива для російських учасників війни та ветеранів країн антигітлерівської коаліції.

На початку серпня того ж року дискусію було продовжено колишнім Прем'єр-міністром Естонії Мартом Лааром у газеті Wall Street Journal: «<…> Комуністичний терор був у тій самій категорії безчестя, як і злочини Третього рейху. У реальності він продовжувався довше, вбив значно більше людей, ніж нацизм. Це не робить нацистів кращими за комуністів. Обидва воювали проти свободи і людської гідності і мають бути засуджені рівним чином як різновиди зла XX століття.»
- 19 листопада 2008 року Віктор Ющенко, на той момент Президент України, відкриваючи у Харківській області меморіал пам'яті жертв Голодомору 1932—1933 років, зокрема, сказав: «Мій народ сьогодні нікого не звинувачує. Ми не звинувачуємо ніяку державу, ми звинувачуємо комуністичний режим, якого, на щастя, сьогодні вже немає. Все, що робила тоді Комуністична партія, було спрямовано на знищення нашої нації.»[11]

## Приклади засудження комуністичних режимів

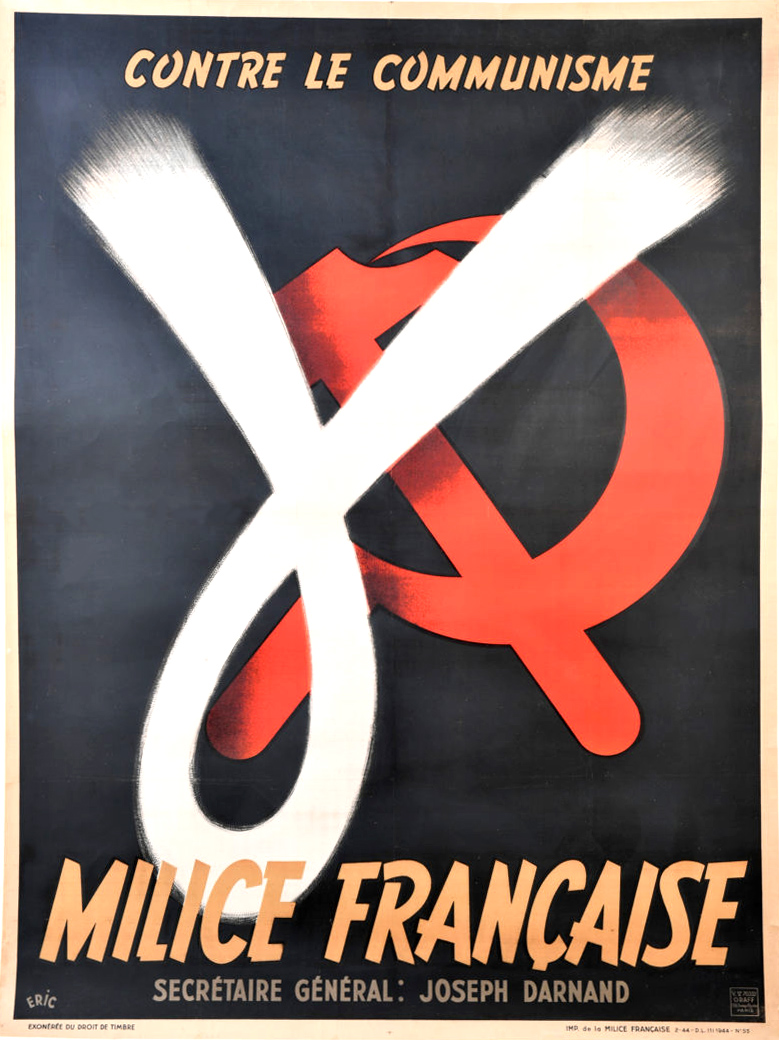
«Проти комунізму. Французька міліція» Плакат вішістських воєнізованих формувань

Законодавчо відсутнє визначення, за яких умов режим у країні можна вважати комуністичним. Тим не менш, доволі часто з'являються заклики до їх засудження.

### Міжнародними організаціями
- 25 січня 2006 року Парламентська асамблея Ради Європи ухвалила резолюцію «Необхідність міжнародного засудження злочинів тоталітарних комуністичних режимів»[12], яка за задумом її автора Йорана Ліндблада мала відновити історичну справедливість, засудивши злочини комуністичних режимів так само, як у Нюрнберзі було засуджено злочини фашизму.[13] Низка російських антикомуністичних організацій відкритим листом висловила свою підтримку резолюції ПАРЄ.[14] Проти резолюції виступили французькі історики із заявою: «Рада Європи вважає себе повноважною нав'язати як офіційну свою фальсифіковану версію історії, що торкається не лише певного політичного та соціального строю, але й частину історії робітничого руху з самого початку його виникнення.»[15] У релігійних діячів так само виникли заперечення. Диякон Андрій Кураєв заявив: „Засідання у Страсбурзі — це така нова інквізиція, коли судять певну ідеологічну та філософську систему. Я з нею не згоден, але у цьому випадку судовий «кляп» створить сумний прецедент зон, закритих для дискусії“.[15]

- На початку червня 2008 року у Празі завершила роботу конференція «Совість Європи і комунізм», що проходила у приміщенні чеського Сенату[16], за результатами якої було ухвалено Празьку декларацію про Європейську совість і комунізм. Учасник конференції екс-президент Чехії Вацлав Гавел заявив, що Європа несе особливу відповідальність за нацизм і комунізм як тоталітарні системи, що з'явились на її території, а також відповідальність за їх наслідки.

- 25 лютого 2010 року, в ході міжнародної конференції «Злочини комуністичних режимів», яку було організовано урядом Чеської республіки, за сприяння «Інституту з вивчення тоталітарних режимів», спільно із закладами-партнерами з робочої групи «Європейської пам'яті та совісті», було прийнято Декларацію про злочини комунізму. Документ було підписано декількома відомими європейськими політиками, колишніми політичними в'язнями та істориками. В тексті декларації міститься заклик до засудження комуністичних режимів.[17]

- 2 квітня 2009 року, з більшістю голосів, Європейським парламентом було затверджено Європейський день пам'яті жертв сталінізму і нацизму.

### Громадськими та політичними діячами
- Наступного дня після смерті О. І. Солженіцина газета «Ведомости» писала про його роль у викритті кримінального походження комуністичного режиму: „Вивчаючи через дозволені спогади і документи, а частіше шляхом особистих бесід, історію репресій, він дійшов висновку: мільйони людей за колючим дротом — не «не збочення соціалістичної законності», а закономірний етап розвитку тоталітарної системи, закладеної Леніном та його прибічниками. <…> Тоді, на початку 1970-х рр., мільйони людей на Заході і сотні тисяч радянських громадян, ті, хто міг слухати читання книги по радіо, вперше усвідомили масштаби злочинів більшовиків та небезпеку розповсюдження створеної ними тоталітарної системи світом.“

### Латвія
- 20 червня 2013 року Сейм Латвії схвалив поправки до законодавства, які забороняють, за деякими винятками, використовувати символіку СРСР, ЛРСР і нацистської Німеччини на публічних святкових, пам'ятних і розважальних заходах. Поправки до закону про безпеку публічних розважальних і святкових заходів накладають заборону на використання, зокрема в стилізованому вигляді, прапорів, гербів, гімнів і символіки колишніх СРСР, ЛРСР і нацистської Німеччини, уніформ, нацистської свастики, знаків SS, радянського серпа та молота й п'ятипроменевої зірки.[18]

### Литва
- 17 червня 2008 року, Парламент Литви прийняв законопроєкт, що забороняє використання нацистської та радянської символіки. Серед інших символів, під заборону потрапили: радянський гімн, прапори і герби гітлерівської Німеччини, Радянського Союзу та Литовської РСР. Під заборону потрапили такі символи, як нацистська свастика, радянські серп, молот і п'ятипроменева червона зірка.[19]

### Польща
- 28 листопада 2009 року, Президент Польщі Лех Качинський підписав указ, що забороняє купівлю та зберігання радянської символіки.[20] Відповідно до документу, придбання та розповсюдження предметів або записів, що містять радянську символіку, може мати наслідком покарання у вигляді позбавлення волі терміном до двох років.

### Україна
- 22 листопада 2008 року, виступаючи на міжнародному форумі «Народ мій завжди буде», Президент України Віктор Ющенко назвав голодомор в Україні 1932—1933 років однією з найбільших гуманітарних катастроф у світі та, зокрема, сказав: «Від імені Української держави я закликаю всі народи об'єднатись для загального суду над тоталітарним комуністичним режимом.»[21][22]
- 9 квітня 2015 року Верховна Рада України прийняла Закон «Про засудження комуністичного та націонал-соціалістичного (нацистського) тоталітарних режимів в Україні та заборону пропаганди їхньої символіки»[23]. Окрім того, з 2014 року, в Україні розпочалася декомунізація.